# Margny (Marne)
Margny település Franciaországban, Marne megyében. Lakosainak száma 123 fő (2022. január 1.). Margny La Ville-sous-Orbais, La Chapelle-sous-Orbais, Corrobert, Janvilliers, Orbais-l’Abbaye és Verdon községekkel határos.

## Népesség
A település népességének változása:
| Lakosok száma | 133  | 90   | 88   | 110  | 118  | 114  | 121  | 125  | 127  | 123  |
|               | 1968 | 1982 | 1990 | 2006 | 2013 | 2015 | 2017 | 2019 | 2020 | 2022 |